# 오염된 피 사건

《월드 오브 워크래프트》의 대도시 중 하나인 아이언포지. "오염된 피"는 npc와 플레이어 사이로 확산되었다.

오염된 피 사건(영어: Corrupted Blood incident)은 2005년 9월 13일 MMORPG 게임 월드 오브 워크래프트에서 사소한 오동작로 인해 가상 전염병이 퍼진 사건이다. 이 전염병은 새로운 던전 줄구룹의 보스 학카르가 공격했을 때 체력이 감소하고 다른 플레이어에게 전염되는 디버프가 발생하는 "오염된 피" 기술 때문에 발생했다.
이 디버프는 줄구룹 던전 밖에 나가거나 시간이 지나면 해제된다. 이 사고의 목적은 의도되지 않았으며, 저레벨 캐릭터와 고레벨 캐릭터 모두에서 심한 대유행이 번지면서 게임의 정상적인 플레이가 불가능했고 플레이어들은 감염을 막기 위해 최선을 다했다. 이러한 플레이어들의 격리 조치 등 여러 노력에도 불구하고, 플레이어들은 인구밀도가 높은 스톰윈드, 아이언포지 등의 대도시를 포기했으며 결국 가상 세계의 패치 작업과 서버 리셋으로 해결되었다.
이 사건은 인간이 실제로 전염병이 발생했을 때의 반응하는 행동에 대해 역학의 많은 연구대상이 되었다. 또한, 테러 방지 기관도 이 사건을 일부 플레이어들의 생물학 병기 공격에 대한 계획 및 행동에 대한 연구에 이용하였다.

## 경과
이 전염병은 2005년 9월 13일 블리자드가 월드 오브 워크래프트에서 줄구룹이라는 새로운 던전을 업데이트하면서 시작되었다. 이 던전의 보스인 학카르는 플레이어들에게 시간이 지남에 따라 점점 체력이 손실되는 디버프가 발생하는 "오염된 피"라는 기술을 이용했다. 이 디버프는 인근 플레이어에게 전염되며, 고레벨 플레이어는 살아남을 수 있었지만 저레벨 플레이어는 감염되어 불과 몇 초 뒤에 죽게 되었다. 캐릭터가 죽거나, 시간이 지나면 이 디버프는 사라진다. 또한 펫도 예외 없이 이 디버프가 적용된다. 이 펫을 오염된 피에 걸리게 하고, 펫을 던전 밖에서 소환하여 이런 사건이 벌어지게 되었다.
그 후 비 플레이어 캐릭터(NPC)가 이 디버프에 감염되자, 겉보기에는 디버프로 인한 증상이 없었으나 실제로는 다른 플레이어에게 이 디버프를 전염시켰다. 최소한 게임 서버 3곳 이상이 이 영향을 받았다. 학카르를 죽이기 어렵기 때문에 질병의 확산은 제한되었다. WOW 포럼 토론에서는 마을과 도시에 수백 구의 "누워있는 시체"들이 널렸다고 보고했다. "워크래프트 세계"의 죽음은 영원하지 않기 때문에, 플레이어들은 곧 부활했다. 그러나, 이러한 방식으로 죽는 것은 플레이어에게 불이익을 초래했다.
전염병이 확산되는 동안, 정상적인 플레이는 매우 방해받았다. 플레이어들은 실제 세계에서의 행동들과 비슷하게 다양한 반응을 보였다. 근본적인 디버프를 해제시키는 치유는 아니였지만, HP가 감소하는 것을 HP회복 스킬로 임시방편으로 자원하였고, 도움이 되지 않는 저레벨 캐릭터들은 감염된 지역에서 멀리 떨어지도록 대피시켰고 일부 플레이어들은 감염 지역으로 도피하면서도 또 다른 플레이어들은 다른 플레이어들에게 질병을 전파하려 했다. 게임 속의 플레이어들은 이 질병이 자신의 안위에 실제적인 큰 위험을 끼치는 것처럼 반응했다. 블리자드 엔터테이먼트는 자발적인 검역으로 질병의 확산을 막고자 했으나 이에 실패하고, 일부 플레이어들은 심각하게 생각하지 않았으나 이 동안 다른 플레이어들은 심각한 대혼란이 일어났다. 이 검역 조치에도 불구하고, 플레이어들은 감염된 펫 소환으로 인해 도시 곳곳에서 전염병이 확산되었다. 블리자드는 서버 리셋과 "빠른 패치"로 문제를 해결해야만 했다.
공황으로 인해 많은 플레이어가 주요 마을과 도시에서 상대적으로 안전한 시골로 옮겼다. 플레이어가 떠난 도시 지역은 "시체들과 모자 챙, 뼈으로 가득"했으며 "죽음의 하얀 뼈가 가득한 거리"라고 묘사했다.

### 반응
당시 "월드 오브 워크래프트"는 2백만 명의 플레이어가 접속하고 있었다. 블리자드 엔터테이먼트는 대역병이 발발하기 이전 이 사태가 고의적인지, 단순한 버그인지에 대한 논쟁이 있었다. 블리자드의 포럼에서는 이 거대한 세계적 사건에 대해서 한 명이 "아이언포지 전멸의 날"이라고 댓글을 달았다. 이 말이 워크래프트 팬 사이트의 에디터 사이에서 최초로 적절한 사건 설명으로 받아들어졌다. 사건 시작 이후 블리자드는 플레이어들의 사망에 대한 항의 전화를 받았다. 문제가 해결될 때까지 일부 플레이어들은 게임을 플레이하지 않았다. 이 서버 리셋에 대해 게임 잡지 회사인 가마수트라는 "무딘 결말"이라고 설명했다.
악의적으로 질병을 퍼트린 사람들은 잡지 보안 포커스(Security Focus) 편집장 로버트 레모스(Robert Lemos)가 워크래프트 세계의 테러리스트라고 이름을 붙였다. 그는 이 사건이 게임 상에서 플레이어끼리 병이 옮은 최초의 사건이라고 적었다. BBC 웹 사이트의 편집장인 마크 워드(Mark Ward)는 사고 전 가졌던 컴퓨터 게임 심즈의 많은 플레이어 캐릭터가 기니피그처럼 더러운 곳에서 발생하는 치료 가능 질환으로 사망했으나, 이 사건처럼 다른 플레이어로 확산할 수 있는 질병은 없었다고 썼다.
월드 오브 워크래프트의 디자이너인 제프리 캐플런은 미래에 가능한 실제 사건에 대한 아이디어를 주었다. 월드 오브 워크래프트 세계의 독립 보안 자문인인 브라이언 마르틴(Brian Martin)은 "게임 내에서 플레이어나 블리자드 개발진들이 제어 가능한 온라인 세계에서도 예상치 못한 결과가 나올 수 있다"라고 말했다. 또한, 이는 그렇게 심각하지는 않았지만 컴퓨터 바이러스와 비교되어 컴퓨터의 코드가 사람들에게 영향을 미칠 수 있으며 항상 안전하지 않다고 설명했다.

### 2008년 좀비 대역병 사건
2008년 10월 한 주 동안, 리치 왕의 분노 출시 전 "워크래프트의 세계"의 두 번째 세계 확장을 홍보하기 위해 좀비 아포칼립스를 발발시켰다. "오염된 피"와는 달리, 이 병은 의도적으로 만들었으며 블리자드 엔터테이먼트가 "2008년 좀비 대역병"(Great Zombie Plague of '08)으로 명명하면서 공식적인 전염병으로 일어났다. 이 병은 선데이 타임즈에서 오염된 피에 비교되어 더욱 실제 생활과 비슷한 좀비 전염병으로 소개되었다. 이 병은 전염성이 매우 강했지만, "오염된 피"와 대조적으로 인근 캐릭터로 100% 전염되었는데, 좀비 전염병에 감염된 캐릭터는 감염 여부가 표시되어 실질적인 위험은 적었다. 이로 인해 많은 "외톨이 좀비"가 생겨나 이 감염은 큰 위험성을 가지지 않았다. 이 이벤트는 블리자드가 10월 28일 끝냈고 회사는 팬들에게 찬사와 비난 모두를 받았다.

## 실제 세계에서의 연구 모델

### 전염병 연구 모델
2007년 3월, 이스라엘 네게브의 벤-구리온 대학교의 유행병학자 란 D. 발리커(Ran D. Balicer)는 저널 "역학"에서 최근의 SARS와 조류 독감의 유사성에 대한 논문을 냈다. 발리커 박사는 전염성 전파 모델링을 위해 롤플레잉 게임에서의 게임 전염병 플랫폼을 제안했다. 후속 논문에서는 "사이언스" 지에서 게임 세컨드 라이프가 이 연구를 위한 또 다른 플랫폼으로 제안되었다. 미국 질병통제예방센터는 전염병 연구를 위해 블리자드 엔터테이먼트에게 해당 서버 자료 제공을 요구했으나, 블리자드는 단순한 글리치일 뿐이라며 거부하였다.
오염된 피 사건은 아직 우발적인 사고로 기록되고 있으나, 볼티모어의 가마수트라는 의료 회의에서 게임 모델링으로 질병 기원 및 제어 사례 연구로 쓰여 있다고 발표했다. 그들은 실제 전염병과 대비하여 무인 지역에서 나타났으며 여행객들이 대도시 지역으로 퍼트렸다는 점이 있다. 조류 인플루엔자와 비교하면 숙주는 인간과 동물 모두였다. 가까이 접촉하는 것을 통해 전염시켰다. 플레이어가 아닌 캐릭터인 NPC는 무증상으로 병을 쉽게 퍼트릴 수 있었다. 그러나, 실제 전염병과 달랐던 요소로는 질병을 가진 보균자가 누구인지 나타나는 것과 현실 세계와 달리 이 전염병이 얼마나 위험한 지를 알고 있었다는 점이 다르다. 해당 모델의 역학이 고려하지 않은 전염병의 한 요소는 플레이어가 감염을 목격하고 즉시 감염 지역으로 달려가는 등의 호기심적의 행동을 보였다. 이것은 기자들이 전염병을 알리기 위해 감염 지역으로 들어가고 다시 나오는 등의 실제 행동과 비슷했다.
2007년 8월, 터프츠 대학교의 공중보건 및 가정의학 보조 연구 교수 니나 페르만(Nina Fefferman)은 생물학적 재앙과 유사하다는 점을 이용하여 이 사건에 대한 조사를 요구했다. 몇몇 과학자들은 이 가상 세계에서 사람들의 대응법을 이용하여 병원체에 대한 실제 사람들의 반응법에 대해 연구하고자 했다. 이후, 노스캐롤라이나 대학교 대학원생인 에릭 로프게른과 함께 니나 페르만은 "랜싯 전염병"의 발생역학 및 질병 모델링에 미치는 영향에 관한 공동 저술 논문을 발표했다. 페르만은 2008년 볼티모어에서 열린 게임과 의학(Games for Health) 컨퍼런스에서 연설했으며, 2011년 게임 개발자 회의에서 이 사건과 대규모 멀티플레이어 온라인 게임의 거대한 인구가 전염병 연구 모델의 전통적인 문제를 해결할 수 있다는 주제에 대해 연설했다.
페르만은 강점과 약점을 가지고 있는 3가지 기본 모델을 만들었지만, 중요한 행동적 가정을 추가했다. 또한, 페르만은 "오염된 피"를 쥐의 임상실험과 비교하여 "정말 좋은 첫 단계"라고 말했다. 또한, "이것이 내 쥐다"라고 하면서 "나는 이것을 내 새로운 실험으로 수행하고 싶다"라고 언급했다. 그래서, 페르만은 새로운 비치명적인 가상의 사람을 숙주로 한 질병이 게임상에서 도입되어 위험이 드러나고, 소문이 확산되고, 공공보건적으로 이루어지는 주목적인 해결책은 어떻게 될 지 연구할 수 있다고 말했다. 그래서, 페르만은 블리자드에게 원래의 범유행에 관한 자료에 관해 동업해 달라고 요청했지만, 이 문제를 통해 효과적으로 해결할 수 없다는 입장으로 바꾸었다. 페르만은 월드 오브 워크래프트 세계에서 전투로 인한 건강 문제가 중세 시대의 전사와 비슷한 건강 위협을 가지고 있어 게임 플레이를 망칠 것이라고 믿지 않았다고 논평했다. 또한, 연구자와 개발자가 함께 작업하면 재미있을 수 있다고 말했다. 블리자드 측은 처음에는 이와 같은 제안에 흥분하였지만 시간이 지날수록 이것을 거부하진 않았지만 점점 관심에서 제외되었다. 페르만은 월드 오브 워크래프트 같은 비슷한 세계의 시뮬레이션 게임에서 연구를 수행하기 위해 개발자들을 만나고 있다.

### 테러리즘 연구 모델
오염된 피 사건 분석 중, 미국 테러정보연구센터에서 월드 오브 워크래프트의 "테러리스트"들은 실제 테러 조직과 비슷한 행동 양식으로 행동한다는 점을 발견했다. 이들은 테러리스트 전술을 연구하기 위해 컴퓨터 모델을 사용하는 동안, 정보국은 워크래프트 세계 내에서 실제 의사 결정을 하는 진짜 사람이 있기 때문에 군사 정보 분석가로서 더욱 현실적인 연구 모델이 된다고 밝혔다. 예를 들어, 하나의 워크래프트 세계의 바이오테러리스트들은 가장 피해를 많이 입은 사람들이 빨리 코멘트를 달고 똑똑해졌다는 말을 했다.
예일 대학 테러 전문가 스튜어트 고틀리브(Stuart Gottlieb)는 대역병이 발발하는 동안 그는 대테러 전략을 기반으로 하지 않았다고 인정했다. 고틀리브는 사건을 분석하는 것은 현실 세계 내에서의 테러의 복잡한 원인을 설명하기 힘들며, 가상 세계와 달리 테러리스트와 민간인을 구별하기 힘들다는 점을 들었다. 그러나, 그는 주석에서 "분석 도구로서 게임을 사용하는 것의 최대 약점은 "단지 워크래프트에서 죽는 것은 귀찮은 일일 뿐이라는 것"이라고 달았다.
블리자드는 워크래프트 내의 세계는 단지 게임의 세계일 뿐이며, 현실 또는 현실 세계를 반영하고자 하는 것이 아니라고 말했다.